# Lugnarohøjen
Lugnarohøjen (svensk: Lugnarohögen) er en gravhøj fra yngre bronzealder som findes ved Lugnaro, 10 kilometer syd for Laholm i Halland, Sverige. Højen blev udgravet i årene 1926/1927, og i højens midte fandt man en lang stensætning af form som et skib. I skibet fandt man en stenkiste med brændte knogler af bl.a. mennesker og får, samt tre små bronzegenstande fra ca. 700-500 f.Kr. Udenfor den centrale grav fandt man yderligere to andre grave, som formodentlig er senere end den centrale grav. En moderne tunnel i højen gør det muligt for besøgende at se skibet.